# Cwm Occidental
El Cwm Occidental, o Valle del Silencio, es el circo natural, o valle más alto de la Tierra. Su nombre proviene del galés «cwm» (pronunciación: koom) para la palabra «valle», en referencia al glaciar y a la región de Khumbu.
El valle se ubica en Nepal, en un lugar extremadamente inaccesible al surponiente de la cumbre del monte Everest, al norponiente de la cumbre del Lhotse y, al nororiente del Nuptse. Al norte, el valle está delimitado por la arista occidental del Everest. Su flanco sur forma la cadena de aristas occidental y oriental del Nuptse que conduce a la arista occidental del Lhotse, y al final del valle se eleva el flanco del Lhotse, que conduce al paso de montaña más alto de la Tierra, el collado Sur, a 8000 m s. n. m. hacia el valle oriental del glaciar de Kangshung, en el Tíbet.
Rodeado por altas cadenas montañosas, a menudo no hay viento en el valle (de ahí el nombre Valle del Silencio), y durante el día suele hacer un calor insoportable debido al reflejo de la luz del Sol en la superficie de hielo y nieve; después del atardecer, las temperaturas pueden caer muy por debajo de los 0º centígrados. El único acceso a valle es por la cascada de hielo de Khumbu, una cascada extremadamente peligrosa de 600 m de altura, que se forma en el valle.
El valle en sí, comienza a una altitud de 6000 m s. n. m., por encima de la cascada de hielo. En esta región se suele montar el campamento base del Everest, en la morrena lateral del glaciar a una altitud de unos 5400 m s. n. m., desde donde se puede visitar el valle a través de la cascada de hielo, que se eleva 600 metros cuesta arriba. Este es uno de los caminos más peligrosos del mundo, ya que el glaciar se mueve unos 5 cm por hora, por los seracs que bordean el camino (gigantescas agujas de hielo que pueden tener alturas de hasta 35 metros y pueden volcarse en cualquier momento) y, por las grietas entre los seracs, algunas de las cuales pueden tener más de 150 metros de profundidad. La cascada de hielo es, por mucho, la parte más peligrosa de la ruta más común para los escaladores del Everest: la vía del collado Sur.
El valle está ligeramente inclinado y, tiene una longitud de 4600 m a 4700 m hasta el extremo oriental del valle, entre 6700 y 6800 m s. n. m., lo que corresponde a una pendiente de 9.5º.

## Historial
Se dice que la primera persona que pisó el valle fue el inglés George Mallory. Durante sus exploraciones en la región del Everest, el 19 de julio de 1921, escaló el paso Lho La, al norponiente del valle de Khumbu, desde el glaciar de Rongbuk del lado tibetano. Desde lo alto del paso, a 6000 m s. n. m., miró hacia abajo en dirección oriente-suroriente hacia al valle. Reportó que debido a la enorme cascada de hielo, nadie podía entrar en ese valle. La primera fotografía de la cascada de hielo y del valle fue tomada desde el mismo lugar, por el neozelandés L. V. Bryant, en 1935. El montañero Raymond Lambert y, el sherpa Tenzing Norgay, fueron los primeros en llegar al Cwm Occidental en 1952, como parte de una expedición suiza al Everest. Un año más tarde, en 1953, la expedición inglesa dirigida por John Hunt, con los primeros escaladores Tenzing Norgay y Edmund Hillary, alcanzó la cima del monte Everest a través de este valle.